# 皆川マス
皆川 マス（みなかわ マス、別表記：マス女、1874年（明治7年）4月10日 - 
1960年（昭和35年）7月8日
）は、栃木県芳賀郡益子町の益子焼の絵付け師：陶画工である。
その益子焼の「山水土瓶」の陶画は、濱田庄司に「自分と益子の縁を結んだ」と言わしめ、そして土瓶の絵付けを濱田庄司や柳宗悦たち民藝運動家に称賛され、「無名の工人」の代表的人物として有名となった。

## 生涯

### 生い立ち
1874年（明治7年）4月10日、栃木県真岡市西田井に生まれた。
1884年（明治17年）、10歳の時に益子の「鳥羽絵師」皆川伝次郎の養女となり、養父から土瓶の絵付けの描き方を文字通り仕込まれた。
与えられた手本をただその通りに原本通りに描き写して習得していくものであり、創意や創案といったものは一切無かった。
白色の無地の土瓶に墨の筆で何遍も描いては消し、筆順や筆を走らせる方向さえも身に付ける職人芸を身に付け、15歳の頃から独り立ちをし、絵付けの仕事に従事し始めた。
1887年（明治20年）前後の頃は、関東一円や信楽の小学校や農家、そして各家庭の昼食時のお茶用に使われていた益子土瓶の全盛期であったため、最も若い絵付け師として忙しく働いた。
絵付け1個につき5文から12-13文というとてつもなく安価な代金で
1日に500から700、簡単な図柄だと1,000から1,200もの土瓶に絵付けを描き上げ、その生涯ではゆうに400万個もの絵付けを描いたのではないかと推察されている。
明治40年過ぎぐらいにはマスのような絵付け師が益子にも何人かいたのだが
、大正に入ると益子の土瓶は下火となり、飴釉を掛ける手法が流行ったこともあり、絵付け師も徐々に減っていったが、マスは最後の一人になるまで細々と絵付けの仕事を続けていった
。

### 「無名の工人」
1924年（大正13年）に濱田庄司が益子に移住すると、濱田はマスが描く昔からの土瓶絵を、確かな美しさがある芸術であると賞賛し「マスの絵付けの技術を大切にするべきだ」と推奨し紹介した。
その濱田の主張を聞いた人々は、マスの貴重な絵付けの技術に注目するようになる。
そして濱田の同志の民藝運動家であった柳宗悦や河井寛次郎やバーナード・リーチとの親交を深め、全国に知られるようになっていった。
特に「民藝運動」の主唱者である柳宗悦は、皆川マスを「無名の工人」と呼び、芸術家による個性の表現などではなく「無名の工人」によって描かれたありふれた安ものである益子焼の土瓶陶画にこそ、並々ならぬ美があるとして強く賞賛した。
1935年（昭和10年）、62歳にして栃木県からの推薦により、東京の松坂屋で開催された「日本民窯展」で陶画の絵付けの実演をした。
栃木の田舎の益子生まれの「マス婆さん」が、東京のデパートという大舞台で大勢の人々の前で気後れもせず絵付けの実演をこなし、益子訛りでの解説も行ったという。
1938年（昭和13年）にはドイツ・ベルリンで開かれた第一回国際手工芸博覧会に皆川マスが絵付けを施した益子土瓶を出品し、ただ一人の特選となりヒトラー賞を受賞し、世界中の手工芸家を驚かせ、ますますに有名になっていった。

### 戦時中
太平洋戦争の最中、日本政府の方針として、益子の陶器工場を一つにまとめて規模を縮小させ無駄を省かせようとする動きが起こった。1943年（昭和18年）にはその政策を実行するために当時の商工大臣であった岸信介が益子に視察にやってきた。
家内工業が多かった益子の陶器製作業者たちは日本政府による企業整備政策から逃れるために、濱田庄司を始めとして益子側の事情を良く説明し説得したことで企業整備から免れる事が出来た。
そしてこの時に岸は、皆川マスの絵付けの実演を見て感銘を受け、「益子陶画」の伝統的を保つようマスを激励し、後にこれを褒め称えた礼状を贈った。マスはこの礼状を生涯の自慢の1つとし、愛蔵したという。
また1944年（昭和19年）には、益子を訪れていた棟方志功が佐久間藤太郎窯の庭先で、皆川マスの絵付けに観入った。その様子は写真に撮られ、佐久間藤太郎宅で保管された。

### 戦後

#### 昭和天皇と「御製の歌」
1947年（昭和22年）9月2日、戦後巡幸を行っていた昭和天皇が益子を訪問し、「栃木県窯業指導所」を訪れた時に濱田庄司による紹介解説のもと、皆川マスによる絵付け実演を見学した。
この時に「益子の絵付け婆さん」の妙技に感嘆した昭和天皇は予定時間を越えてマスの筆遣いを注視し「その筆はどうやって作るの?」と問い、問われたマスが「手懐けた犬の毛をつまんで素早く切って作る」と答えるなど、様々な会話を交わしたという。そして昭和天皇は後にマスの絵付け技術を賞賛する「御製の歌」を贈った。
この「御製の歌」は後に石碑に彫られ、「栃木県窯業指導所」（現在の「栃木県産業技術センター 窯業技術支援センター」）入り口に建立された。

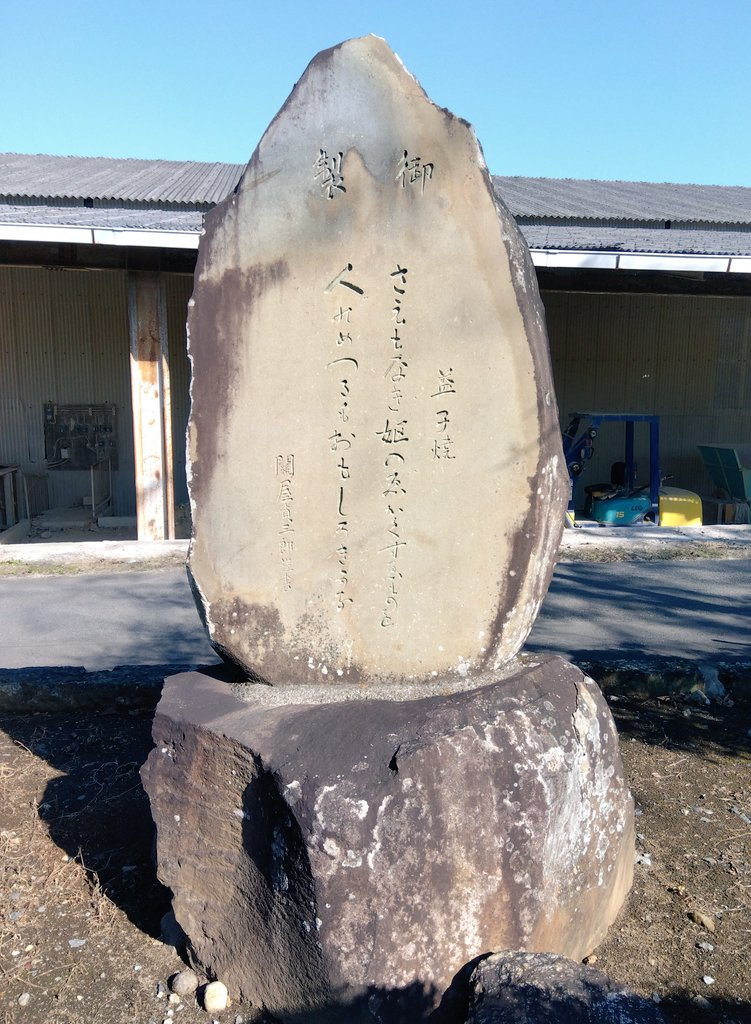
昭和天皇が皆川マスを賞賛し詠った「御製の歌」を刻んだ石碑。「栃木県窯業指導所」（現・「栃木県産業技術支援センター 窯業技術支援センター」）入り口付近に建立されている。

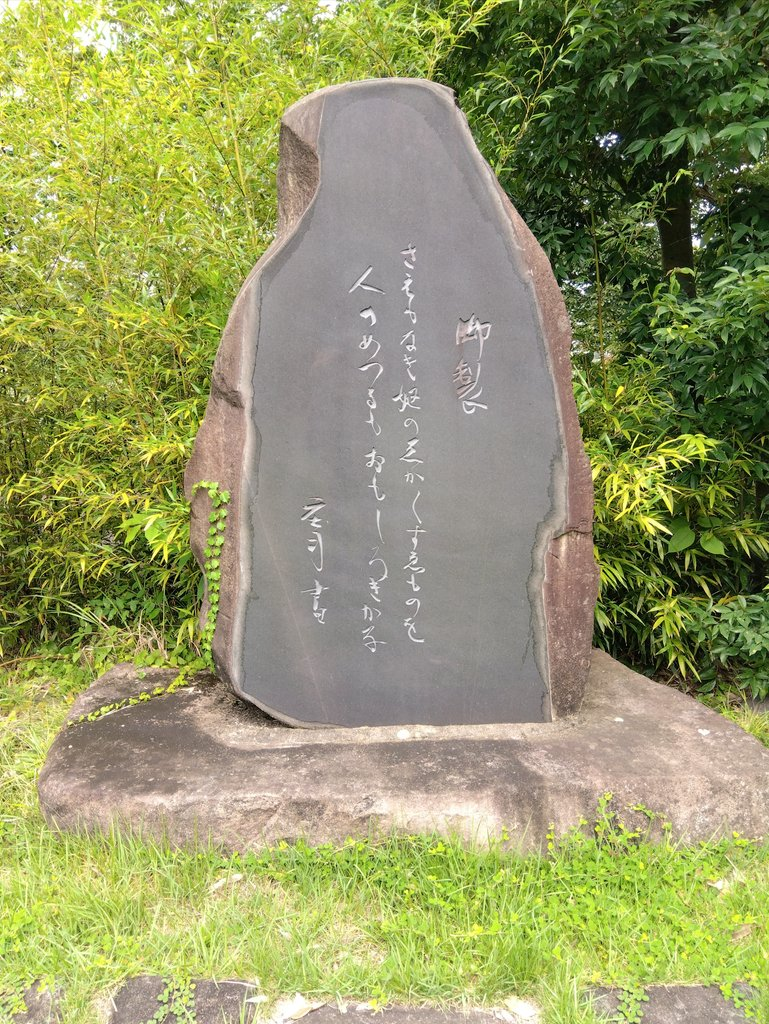
昭和天皇が皆川マスを賞賛し詠った「御製の歌」を刻んだ二つ目の石碑。こちらは濱田庄司揮毫によるもの。「陶芸メッセ・益子」にある旧・濱田庄司邸そばに建立されている。

1950年（昭和25年）5月15日に東京の日本民芸館を皇太后（後に貞明皇后と追号された）が訪問した時も、館長の柳宗悦に強く請われたマスが上京し、絵付け実演を披露し、1950年（昭和25年）8月には益子を訪問した内親王（後の上皇明仁）の前でも絵付け実演を披露した。
また1954年（昭和29年）10月18日に益子を訪問した三笠宮崇仁親王が濱田の仕事場を訪れた後、皆川マスと交流し、労われたマスは「わしゃもう死んでもええ」と涙を流し、濱田宅に宿泊した翌19日にも、皆川ヒロの絵付けを視察した後、皆川マス宅を訪れ、紋付き袴で出迎えたマスと歓談し「これでオレは思い残すことはねぇよ」と涙顔のマスに三笠宮は「御元気でね」と声を掛けた。
また1955年（昭和30年）11月11日には民芸探求のため益子町を訪れた雍仁親王妃勢津子が濱田を訪ねた後、孫の皆川ヒロの絵付け作業を視察し、皆川マス宅を訪れ歓談し、マスと記念写真を撮影した。

### 晩年
1953年（昭和28年）11月3日に女性初の栃木県文化功労章を受章した。
丈夫な時から孫の皆川ヒロに12、3歳の頃から修行をさせ、山水陶画を伝授した。まだ子どもだったヒロが怠けていると「怠けていると後で後悔するぞ。見ただけでは絵は描けない。後で考えたって絵は描けないからな」と随分叱られたという。
80歳になった頃には耳が遠くなり、81歳になると眼底出血で目が悪くなり片目となり、神経痛も酷くなってしまったため、外出が出来なくなり絵付けの仕事もほとんど出来なくなった。
そして風邪を引くなどして寝たきりになることが多くなった。寝ている部屋には枕元に竹、岩牡丹、門菊、梅、四君子、そして山水画の、マスが習い覚えた陶画の文様が描かれた紙が貼られた屏風を立て、そして部屋の板壁には昭和天皇が詠んだ歌を濱田庄司が揮毫し、その下にマスの山水土瓶の絵を描いた掛け物が掛かっていたという。マスにとって「昭和天皇の御詠」は生涯最上の喜びだったと思われた。
1960年（昭和35年）7月8日、益子の自宅で老衰のため逝去した。享年87歳であった。
そしてその技法は孫娘の皆川ヒロに引き継がれた。